# José de San Martín (Chubut)
José de San Martín is een plaats in het Argentijnse bestuurlijke gebied Tehuelches in de provincie Chubut. De plaats telt 1.453 inwoners.